# Pambdelurion whittingtoni
Pambdelurion whittingtoni és un organisme nectónic cec trobat pedrera de Lagerstätte Passet Sirius, del Cambrià de Groenlàndia. La seva anatomia suggereix que, juntament amb el seu parent Kerygmachela kierkegaardi, va ser un parent proper dels anomalocarídids.
P. whittingtoni tenia un parell de grans membres anteriors que corresponien als membres que usaven els anomalocàrid. Els membres anteriors tenien una fila de pèl flexible, com les espines que es corresponien amb cada segment de cada membre. A diferència de la K. kierkegaardi la seva boca era relativament gran, encara que no sembla tenir cap gran superfície per mossegar com la boca de l'Anomalocaris. Tenia 11 parells de lòbuls laterals, i 11 parells relativament grans, lobòpodes. Cap dels espècimens fòssils té cap indici de cèrcols posteriors o cua, o aletes.
Els membres anteriors massius, amb la seva fila d'espines, suggereixen que P.whittingtoni era un planctívor.